# Oxford English Dictionary
The Oxford English Dictionary (OED) – słownik wydawnictwa Oxford University Press uznawany za najbardziej wyczerpujący i metodyczny słownik języka angielskiego. Według stanu na 30 listopada 2005 liczył ok. 301 100 haseł głównych (złożonych z ponad 350 milionów znaków drukowanych). W obrębie haseł zawierał 157 000 złożeń i wyrazów pokrewnych podanych drukiem wytłuszczonym i 169 000 związków frazeologicznych podanych wytłuszczoną kursywą, co składało się na 616 500 form wyrazowych. Oprócz tego słownik zawierał 137 000 zapisów wymowy, 249 300 etymologii, 577 000 odsyłaczy i 2 412 400 cytatów ilustrujących użycie wyrazu. Najnowsze pełne wydanie drukowane słownika (Second Edition – druga edycja, 1989) składa się z 21 730 stron, z liczbą 291 500 haseł.
OED stawia sobie za cel zapis wszystkich najbardziej znanych zastosowań i wariantów słowa we wszystkich światowych odmianach języka angielskiego, w przeszłości i obecnie. We wstępie do wydania z 1933 r. czytamy: Celem tego słownika jest alfabetyczna prezentacja słów, które formują słownictwo angielskie od chwili najstarszego zapisu (740 r.), aż do czasów dzisiejszych, z wszystkimi odnośnymi faktami dotyczącymi ich formy, kontekstu, wymowy i etymologii. Obejmuje on nie tylko standardowy język literacki i konwersacyjny – czy to obecny, czy też przestarzały, czy archaiczny – ale również podstawowe słownictwo techniczne i szeroki zakres słownictwa dialektów i slangu. I dalej: Stąd, wykluczamy wszystkie słowa, które wyszły z użycia przed rokiem 1150 (koniec okresu języka staroangielskiego). Słowa i formy używane w dialektach od 1500 roku nie są uwzględniane, chyba że stanowią o historii lub kontekście słowa będącego kiedykolwiek w ogólnym użyciu, ilustrują historię słowa, lub same w sobie pozostają z jakiegoś powodu aktualne.
Oxford English Dictionary zapoczątkował większość prac naukowych dotyczących angielskiego słownictwa. Kolejność przedstawiania w nim różnych zapisów ortograficznych danych słów kształtuje ogólnoświatowe standardy pisowni angielskiej.

## Początki
Prekursorzy prac nad OED pierwotnie nie mieli żadnych powiązań uniwersyteckich. Idea została zapoczątkowana w Londynie jako projekt Towarzystwa Filologicznego (The Philological Society), kiedy to Richard Chenevix Trench (poeta i duchowny), Herbert Coleridge (filolog, wnuk poety S. T. Coleridge’a) i Frederick James Furnivall (filolog), odczuwając niezadowolenie z ówcześnie dostępnych słowników języka angielskiego, utworzyli „Komitet Niezarejestrowanych Słów” (Unregistered Words Committee). Miało to miejsce w czerwcu 1857 r. Celem Komitetu było wyszukanie słów niewymienionych i niezdefiniowanych w istniejących słownikach. Sprawozdanie, jakie przedstawił Trench, nie było jednakże suchą listą nieodnotowanych dotąd słów. Było to studium zatytułowane „O brakach w naszych angielskich słownikach” (On Some Deficiencies in our English Dictionaries). Zarzuty dotyczyły siedmiu problemów:
- niekompletna lista słów przestarzałych
- niespójności dotyczące zbiorów wyrazów pokrewnych
- nieprawidłowe datowanie najwcześniejszych wystąpień słów
- częste pomijanie przestarzałych znaczeń słów
- nieodpowiednie rozróżnianie synonimów
- niedostateczne użycie dobrych cytatów ilustrujących zastosowania
- marnowanie miejsca na nieodpowiednią lub powielającą się zawartość

Trench zaproponował powstanie nowego, prawdziwie wyczerpującego słownika – opartego na wkładzie dużej liczby ochotników, czytających książki, kopiujących fragmenty ilustrujące rzeczywiste zastosowania słów i nadsyłających owe cytaty do wydawcy. W 1858 r. Towarzystwo Filologiczne zgodziło się wstępnie co do zapoczątkowania projektu pod nazwą A New English Dictionary on Historical Principles (NED).

## Pierwsi redaktorzy
Trench odegrał kluczową rolę w pierwszych trzech miesiącach prac nad projektem, lecz kariera duchownego, jakiej się poświęcił, uniemożliwiała mu skupianie ciągłej uwagi na słowniku, którego opracowanie mogło zająć nawet 10 lat. Wycofał się zatem, a głównym redaktorem został Herbert Coleridge. 12 maja 1860 opublikowano plan działań opracowany przez Coleridge’a i ruszyły prace badawcze. Pierwszym ośrodkiem prac redakcyjnych stał się dom Coleridge’a: zamówił on wykonanie półki z 54 przegródkami, w których można było gromadzić w pewnym porządku karteczki ze 100 tysiącami cytatów. W kwietniu 1861 wydane zostały pierwsze próbne strony słownika. Jeszcze w tym samym miesiącu Coleridge zmarł na gruźlicę, w wieku zaledwie 31 lat.
Główne brzemię prac redakcyjnych spadło w tym momencie na Furnivalla, który posiadał dużą wiedzę i entuzjazm, brakowało mu jednak temperamentu do zarządzania tak długoterminowym projektem. Entuzjastyczne początki zaowocowały naborem licznych asystentów i zwiezieniem do domu Furnivalla dwóch ton kartek od czytelników-ochotników oraz innych materiałów. Furnivall zdawał sobie sprawę z konieczności opracowania wydajnego systemu wybierania fragmentów tekstu. W tym celu założył w 1864 r. Stowarzyszenie Tekstów Wczesnoangielskich (The Early English Text Society), a w 1865 – Towarzystwo Chaucerowskie (The Chaucer Society), przygotowujące zarówno bieżące wydania tekstów, jak i pracujące bezpośrednio na rzecz tworzenia słownika. Żadne z tych działań nie doprowadziły jednakże do wydania pracy zbiorowej – były jedynie przygotowawcze i trwały 21 lat. W końcowym okresie towarzystwa gromadziły ok. 800 czytelników-ochotników, pełnych zapału, lecz nierzadko nie dość wykształconych, by poprzez swój arbitralny osąd dokonywać właściwych wyborów: co przeczytać, co zaakceptować, co odrzucić, ilu szczegółów dostarczyć. Jeden z najpłodniejszych współpracowników, W. C. Minor, okazał się np. pensjonariuszem zakładu dla psychicznie chorych przestępców w Broadmoor.
Z upływem miesięcy i lat prace zaczęły zwalniać i rozmywać się. Furnivall zaczął tracić kontakt z asystentami – niektórzy z nich przyjęli za pewnik, że projekt został porzucony. Inni poumierali, a informacje od nich nigdy nie dotarły do redakcji. Cały zestaw karteczek z przykładami zastosowań słów na literę H odnaleziono później w Toskanii, inne – najpewniej uznane za śmieci – zostały spalone.
W latach 70. XIX wieku, zanim James Murray (szkocki filolog i leksykograf) zgodził się przejąć funkcję głównego redaktora słownika, Furnivall bez powodzenia prosił o to Henry’ego Sweeta i Henry’ego Nicola.

## Redaktorzy z Oxford University Press

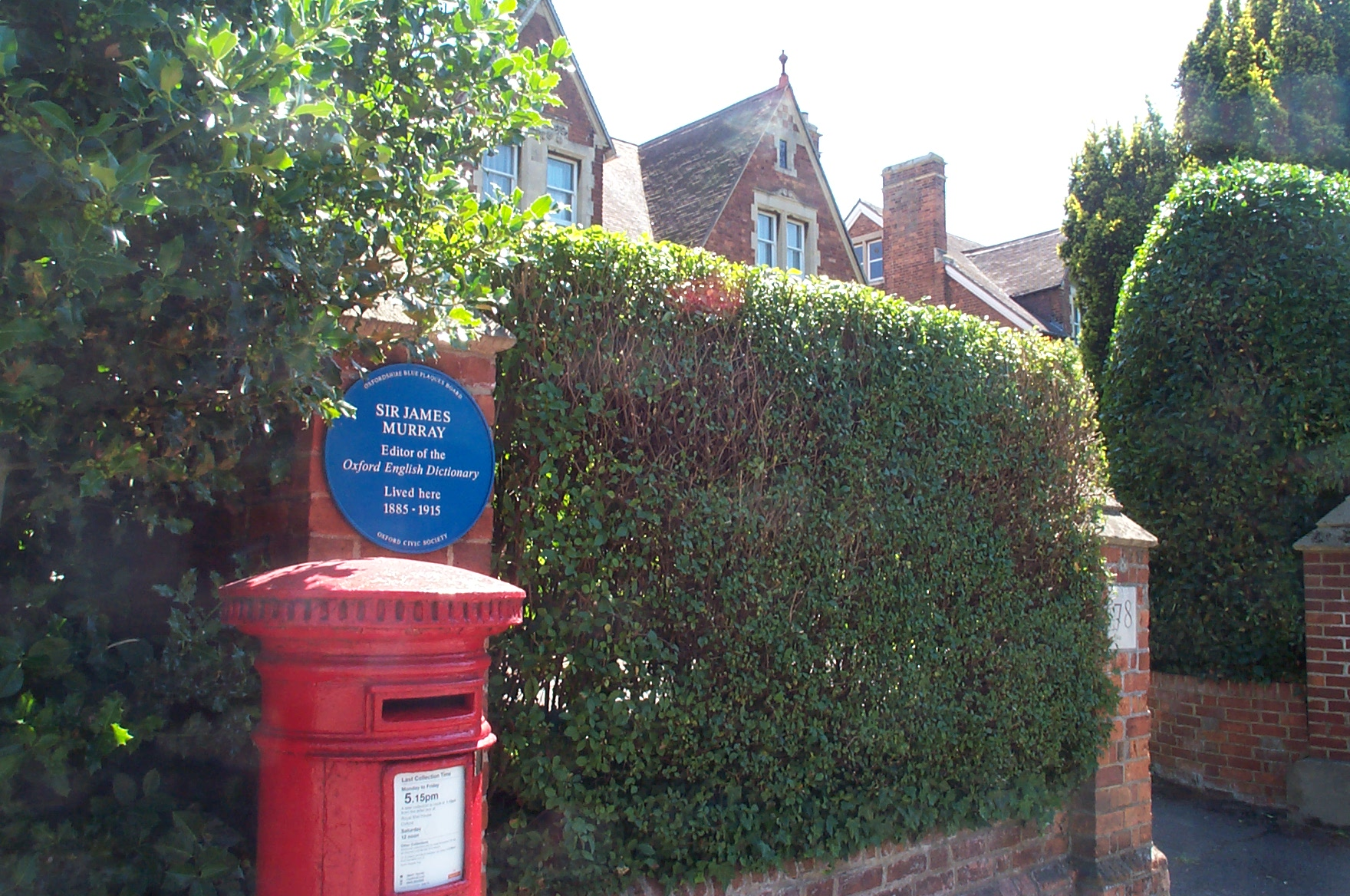
Dom przy 78 Banbury Road w Oksfordzie – miejsce, w którym mieszkał James Murray

Towarzystwo Filologiczne zaczęło zdawać sobie sprawę, że wydanie słownika nie będzie proste, gdyż docelowo będzie to książka o bardzo pokaźnej objętości, rozpoczęło zatem starania o znalezienie odpowiedniego wydawcy. Prowadzono rozmowy z różnymi wydawnictwami, zamawiano druk stron próbnych, negocjowano warunki wydania całości, lecz nie osiągnięto żadnego porozumienia. Wśród wydawnictw, do których zwróciło się Towarzystwo, były także Cambridge University Press (CUP) i Oxford University Press (OUP).
Wreszcie, w 1879 r., po dwóch latach negocjacji prowadzonych przez Sweeta, Furnivalla i Murraya, OUP zgodziło się nie tylko wydać słownik, ale także oficjalnie zatrudnić Murraya jako głównego redaktora (w tym czasie był on już prezesem Towarzystwa Filologicznego). Zaplanowano wydawanie słownika stopniowo, w formie fascykułów (periodycznie wydawanych zeszytów), które docelowo miały złożyć się na cztery tomy liczące ok. 6 400 stron. Czas trwania procesu wydawniczego oszacowano na ok. 10 lat.
James Murray okazał się dobrym organizatorem przedsięwzięcia. Jako ojciec wielodzietnej rodziny zrezygnował z prowadzenia pracy we własnym domu w Mill Hill w podmiejskim Londynie. Na terenie posesji zbudowano dla niego i jego asystentów przybudówkę z blachy falistej wyłożonej od środka drewnem, którą nazwał Scriptorium (skryptorium). Wstawiono tam półki z 1029 przegródkami do gromadzenia kartek oraz regały.
Murray przejrzał i posegregował ponownie kartki zebrane przez Furnivalla, ale stwierdził, że nie zawierają one w pełni adekwatnych informacji: czytelnicy skupiali się bowiem na rzadkich i ciekawych słowach i to dla nich przedstawili dziesięć razy więcej przykładów zastosowań, niż dla słów występujących w języku na co dzień. Z tego powodu Murray wystosował nowy apel do czytelników, publikując go w gazetach, pozostawiając w księgarniach i bibliotekach. Tym razem poprosił o przykłady zastosowań „tak wielu zwykłych słów jak to możliwe, a także słów uznawanych za rzadkie, przestarzałe, nowe, dziwaczne, lub używane w nietypowy sposób”. Zatrudnił Francisa Marcha, filologa z Pensylwanii, aby nadzorował proces prac w Ameryce Północnej. Wkrótce do Scriptorium zaczęło spływać 1000 kartek dziennie – ich liczba w roku 1882 sięgnęła 3 500 000.
1 lutego 1884, 23 lata po wydrukowaniu pierwszych próbnych stron słownika przez Coleridge’a, wydano pierwszy fascykuł. Pełny tytuł brzmiał: A New English Dictionary on Historical Principles; Founded Mainly on the Materials Collected by The Philological Society (“Nowy historyczny słownik języka angielskiego, oparty głównie na materiałach zebranych przez Towarzystwo Filologiczne”). Zeszyt składał się z 352 stron, zawierających słowa od A do Ant. Jego cena wynosiła 12 szylingów 6 pensów. Sprzedano tylko 4 tys. egzemplarzy.
Dla wydawnictwa stało się jasne, że jeśli nie zmieni się pierwotnych ustaleń, ukończenie prac zajmie o wiele więcej czasu. Z tego powodu zwiększyło ono fundusze dla asystentów, ale wymogło na Murrayu dwie rzeczy w zamian: po pierwsze – miał przenieść się z pracami z Mill Hill do Oksfordu, co nastąpiło w 1885 r., po drugie – gdyby sam nie radził sobie z planowym postępem prac, musi zatrudnić drugiego, niepodlegającego mu głównego redaktora, pracującego równolegle z nim nad słowami z innego zakresu alfabetycznego. Tak oto zbudowano dla Murraya nowe Scriptorium, a przed bramą posesji nr 78 przy Banbury Road ustawiono specjalną skrzynkę pocztową. Jeśli chodzi o drugi warunek, Murray był mu niechętny. Nie chciał dzielić się pracą, czując, że w końcu, gdy nabędzie doświadczenia, będzie pracował wydajniej. Tak się jednak nie stało i w 1888 r. Philip Gell z OUP, nie bacząc na niechęć Murraya, awansował Henry’ego Bradleya (zatrudnionego jako asystenta przez Murraya w 1884) na stanowisko niezależnego drugiego głównego redaktora. Początkowo pracował on w pomieszczeniu w siedzibie British Museum w Londynie, a w 1896 przeniósł się do Oksfordu, na teren tamtejszego uniwersytetu.
Gell nękał obu redaktorów ciągłym przypominaniem o komercyjnym celu przedsięwzięcia, pragnąc wymóc na nich przyspieszenie prac, do tego stopnia, że z powodu owych nacisków o mało ono nie upadło. Gdy doniosła o tym prasa, opinia publiczna poparła redaktorów: Gell został zwolniony, a uniwersytet zrewidował swoje podejście do kwestii kosztów. Skoro redaktorzy czuli, że słownik będzie musiał rozrosnąć się bardziej niż to pierwotnie przewidywano, było to na tyle ważne dzieło, że postanowiono poświęcić na nie tyle czasu i pieniędzy, by zostało ukończone jak należy.
Ani Murrayowi, ani Bradleyowi nie było dane doczekać ukończenia prac. Pierwszy zmarł w 1915 r., przyczyniwszy się do zgromadzenia słów na litery A-D, H-K, O-P i T, czyli prawie połowy całego słownika; drugi zmarł w 1923, opracowawszy hasła na E-G, L-M, S-Sh, St i W-We. Do tego czasu zatrudnieni zostali jeszcze dwaj dodatkowi redaktorzy, pracujący niezależnie, co pozwoliło kontynuować prace bez większych problemów. William Craigie rozpoczął pracę w 1901 r., nad hasłami rozpoczynającymi się na N, Q-R, Si-Sq, U-V i Wo-Wy, mimo że OUP przedtem uważało, że Londyn jest zbyt daleko od Oksfordu, by redaktorzy mogli tam bez przeszkód pracować. Po roku 1925 Craigie kontynuował swe prace nad słownikiem w Chicago, gdzie otrzymał profesurę. Czwartym redaktorem został C. T. Onions, który od 1914 r. zajął się pozostałym zakresem liter – Su-Sz, Wh-Wo i X-Z.

## Fascykuły
Do początku roku 1894 wydano 11 fascykułów – średnio jeden rocznie: cztery z hasłami na litery A-B, pięć na C i dwa na E. Osiem spośród zeszytów liczyło 352 strony, zaś każdy fascykuł kończący dany zakres alfabetyczny był krótszy, kończąc się na ostatnim haśle na daną literę (docelowo stało się to granicą późniejszych tomów). Od tej chwili postanowiono wydawać części słownika w mniejszych, lecz częstszych porcjach – raz na trzy miesiące. Poczynając od 1895 r., fascykuły miały liczyć po 64 strony i kosztować 2 szylingi 6 pensów każdy. W przypadku gdyby gotowa była większa ilość materiału, wydawać miano 128 lub nawet 192 strony razem. Takie tempo utrzymano aż do momentu gdy I wojna światowa wymogła redukcję zatrudnienia.
To właśnie w roku 1895 po raz pierwszy użyto tytułu Oxford English Dictionary. Pojawił się on tylko na zewnętrznych okładkach fascykułów – oficjalnie wciąż obowiązywał pierwotny tytuł.
19 kwietnia 1928 wydany został ostatni, 125. fascykuł, zawierający słowa od Wise do końca litery W. Wkrótce potem pojawiło się pełne wydanie słownika, już w dużych tomach.

## Pierwsze wydanie i pierwszy suplement
Początkowo planowano wydanie New English Dictionary w dziesięciu tomach, rozpoczynających się od A, C, D, F, H, L, O, Q, Si, i Ti, lecz wraz z postępem prac przy projekcie późniejsze tomy rozrastały się coraz bardziej. O ile pełne wydanie z 1928 r. oficjalnie utrzymało planowany podział, tomy IX i X wydano w podwójnych „półtomach”, z pierwszego wydzielając część od Su, z drugiego od V. Całe wydanie było dostępne także w dwudziestu półtomach, w dwóch oprawach do wyboru. Cena za całość wynosiła 50 lub 55 gwinei (52 funty 10 szylingów lub 57 funtów 15 szylingów) w zależności od formatu i oprawy. Słownik zawierał 414 825 haseł, wzbogaconych pięcioma milionami przykładów użycia.
Minęły 44 lata od wydania fascykułu ze słowami od A do Ant – w tym czasie język angielski podlegał ciągłej ewolucji, co spowodowało, że najwcześniejsze tomy były już wyraźnie przestarzałe. Rozwiązaniem tego problemu wydawało się stworzenie suplementu, który podawałby wszystkie słowa i znaczenia, które weszły do języka od czasu pierwszej publikacji. Stanowiło to także okazję do poprawy wszelkich błędów i uzupełnienia braków. Nabywcom wydania z 1928 r. obiecano darmowy egzemplarz suplementu.
Pracę nad suplementem podjęło dwóch redaktorów pracujących równolegle. Craigie, przebywający wtedy w USA, pracował głównie nad zastosowaniami słownictwa w amerykańskiej odmianie języka angielskiego, zajmował się także zakresami alfabetycznymi od L do R i od U do Z. Onions opracowywał zakresy od A do K i od S do T. Trwało to kolejnych pięć lat.
W 1933 r. wydano nową edycję całego słownika, już oficjalnie zatytułowaną Oxford English Dictionary. Tomy od siódmego wzwyż zostały wyrównane, tak aby wyeliminować numerację „półtomową”. Na trzon słownika składało się teraz dwanaście kolejno numerowanych tomów, rozpoczynających się od A, C, D, F, H, L, N, Poyesye, S, Sole, T, i V. Suplement stanowił tom trzynasty. Cenę zmniejszono do 20 gwinei (21 funtów).

## Drugi suplement i drugie wydanie
W 1933 r. prace nad pełną wersją dzieła zostały ukończone. Język w oczywisty sposób wciąż ewoluował i po upływie 20 lat zawartość słownika zdezaktualizowała się. Istniały trzy możliwe sposoby jego uwspółcześnienia. Najtańszy – pozostawić dotychczasową zawartość nietkniętą, dokładając tylko nowy suplement w jednym, być może dwóch tomach. W tym przypadku jednak osoba poszukująca słowa lub jego znaczenia byłaby zmuszona zaglądać w trzy różne miejsca (słownik właściwy, pierwszy suplement i nowy suplement). Drugi – istniejący suplement można by zaktualizować o nowe materiały i stworzyć suplement pełniejszy. Trzeci – najwygodniejszy dla użytkownika – przeredagować cały słownik, uzupełniając go o nowe wyrazy i konteksty w odpowiednim pod względem alfabetycznym miejscu. Byłoby to jednak najbardziej kosztowne wyjście, a cały słownik musiałby liczyć zapewne ok. 15 tomów.
Wydawnictwo OUP wybrało drugi, kompromisowy sposób – zastąpienie starego suplementu nowym, zaktualizowanym. Jako redaktora dodatku zatrudniono w 1957 r. Roberta Burchfielda. Onions, który w tymże roku ukończył 84 lata, wciąż był w stanie uczestniczyć w pracach. Burchfield podkreślał konieczność włączenia do słownika języka współczesnego – poprzez suplement poszerzył się on o bogaty zakres słownictwa z rozwijających się dziedzin nauki i techniki, a także kultury popularnej i języka potocznego. Uwzględnił również lokalne odmiany języka angielskiego, używane poza Zjednoczonym Królestwem: północnoamerykańską, australijską, nowozelandzką, południowoafrykańską, pakistańską i karaibską. Czas trwania prac oszacowano na siedem do dziesięciu lat. W rzeczywistości zajęły one 29 lat, po upływie których suplement rozrósł się do czterech tomów, rozpoczynających się od A, H, O i Sea. Wydano je kolejno w latach 1972, 1976, 1982 i 1986. Tak oto słownik rozrósł się do 16 tomów, lub jeśli liczyć pierwszy suplement – 17.
W związku z rozpowszechnieniem się komputerów i rozwojem Internetu stało się jasne, że oksfordzki słownik musi pojawić się także w wersji online. Wiązało się to z koniecznością ponownego przepisania go, ale po jednorazowym ogromnym wysiłku późniejsze zmiany (jak integracja suplementów z głównym tekstem) wymagałyby już tylko aktualizacji poszczególnych fragmentów, trudności nie sprawiałoby także wyszukiwanie haseł. Przygotowania do prac nad słownikiem online rozpoczęto w roku 1983, zaś prace właściwe zaczęły się w następnym roku, pod kierownictwem Timothy J. Benbowa, z Johnem A. Simpsonem i Edmundem S. C. Weinerem jako współredaktorami. Tak oto rozpoczął się projekt pod nazwą New Oxford English Dictionary.
W Tampie na Florydzie i w Fort Washington w Pensylwanii zatrudniono ponad 120 osób do przepisywania haseł na komputerach i 55 korektorów. Do samego przepisania było ponad 350 milionów znaków – samo jednak przepisywanie nie wystarczało. Trzeba było zadbać o specyficzną, złożoną typografię oryginalnego słownika: aby to osiągnąć, posłużono się językiem SGML, uznano też za konieczne stworzenie specjalnej wyszukiwarki i programu do wyświetlania tekstu. Na mocy umowy z 1985 r. opracowano część takiego oprogramowania na Uniwersytecie Waterloo w Kanadzie, w specjalnie utworzonym Centrum do spraw New Oxford English Dictionary (Centre for the New Oxford English Dictionary), któremu szefowali F. W. Tompa i Gaston Gonnet. Ich prace nad nową techniką wyszukiwania doprowadziły później do powstania firmy Open Text Corporation.
Sprzęt komputerowy, bazę danych i inne oprogramowanie, wynagrodzenie dla deweloperów i programistów sfinansowano z dotacji z brytyjskiego oddziału IBM. Mike Cowlishaw z IBM stworzył edytor LEXX, rozpoznający reguły składni, używający różnych kolorów podczas wyświetlania tekstu, kanadyjski Uniwersytet Waterloo ochotniczo zaprojektował bazę danych. A. Walton Litz, angielski profesor uniwersytetu Princeton, członek komitetu doradczego OUP, wypowiedział się 27 marca 1989 r. na łamach „Time’a”: Nigdy nie byłem związany, a nawet nigdy nie słyszałem o tak niewiarygodnie skomplikowanym projekcie, w którym dotrzymywano by wszelkich terminów.
Do 1989 r. projekt NOED osiągnął swój główny cel: redaktorom pracującym online udało się połączyć w całość oryginalny tekst, suplement Burchfielda i pewną ilość nowszego materiału w jednolity słownik. Odrzucono z nazwy człon „new”, określając nowy słownik jako Second Edition (Drugie wydanie) lub OED 2. Analogicznie, pierwsze wydanie nazywano odtąd OED 1.
OED 2 został wydrukowany w 20 tomach. Po raz pierwszy nie usiłowano rozpoczynać tomów od nowej litery – podzielono je tak, aby były mniej więcej równej objętości. Tomy rozpoczynały się kolejno od: A, B.B.C., Cham, Creel, Dvandva, Follow, Hat, Interval, Look, Moul, Ow, Poise, Quemadero, Rob, Ser, Soot, Su, Thru, Unemancipated i Wave.
Zawartość OED 2 stanowi zasadniczo zreorganizowany wcześniejszy korpus, ale przepisanie go umożliwiło dwie pożądane zmiany formatu. Po pierwsze, wyraz na początku każdego hasła nie był odtąd pisany w całości wersalikami, co pozwoliło czytelnikowi orientować się, czy pisownia danego wyrazu wymaga wielkiej litery na początku. Po drugie, zastosowano międzynarodowy alfabet fonetyczny (IPA) do transkrypcji wymowy wyrazów, w miejsce wymyślonego przez Murraya własnego systemu, z braku innych standardów w owym czasie. W przeciwieństwie do poprzedniego wydania, wszystkie obce alfabety, oprócz greckiego, były transliterowane.
Po wydaniu w 1989 r. drugiej edycji drukiem posypały się entuzjastyczne recenzje. Pisarz Anthony Burgess ogłosił słownik „największym wydarzeniem wydawniczym stulecia”, jak podał „Los Angeles Times” 25 marca 1989. „Time” okrzyknął wydawnictwo „naukowym Mount Everestem”, a Richard Boston w londyńskim „Guardianie” z 24 marca nazwał je „jednym z cudów świata”.
W 1993 r. wydano dwutomowy suplement do słownika, a kolejny tom w 1997 r., co sprawiło, że całość liczyła już 23 tomy. Każdy suplement dodawał ok. 3 tysiące nowych definicji. Nie planuje się publikacji kolejnych suplementów. Oczekuje się, że trzecia edycja słownika nie będzie drukowana w fascykułach.

## Wydania skondensowane
W 1971 r. pełna zawartość trzynastotomowego OED 1 z 1933 r. została wydrukowana w skondensowanej wersji, tylko w dwóch tomach. Było to możliwe dzięki fotograficznemu pomniejszeniu każdej strony do połowy jej pierwotnych wymiarów w pionie i poziomie. W ten sposób na jednej stronie widniały cztery strony oryginału. Pierwszy tom rozpoczynał się od A, a drugi od P, z suplementem dołączonym na końcu. To skondensowane, kompaktowe wydanie sprzedawane było w kasetce z umieszczoną w małej szufladce lupą, by ułatwić czytanie znacznie pomniejszonej czcionki. Sprzedano wiele egzemplarzy poprzez kluby książkowe, rozprowadzające słownik po niskiej cenie wśród swoich członków. W 1987 r. wydany został drugi suplement w takim samym formacie, jako trzeci tom.
Dla skondensowanej edycji OED 2 z 1991 r. format pomniejszono jeszcze bardziej – do jednej trzeciej wymiarów oryginalnej strony. Na jednej stronie wydania znajdowało się zatem 9 zmniejszonych stron oryginału. Wymagało to silniejszego powiększenia w celu odczytania, ale zarazem pozwoliło na wydanie całości słownika po raz pierwszy w jednym tomie. Nawet po opublikowaniu tejże wersji wciąż dobrze sprzedawało się dwutomowe wydanie z 1971 r., zwłaszcza oferowane przez kluby książkowe. Wersja ta była chwalona za większą czytelność (większa czcionka) i wygodę używania (dwa tomy), a także za jakość kasetki i obecność szufladki z lupą.

## Wersje elektroniczne
Kiedy tekst słownika został opracowany cyfrowo i umieszczony w Internecie, można go było wydać także na nośniku CD-ROM. Tekst OED 1 wydano w tej postaci w 1988 r., a następnie trzy wersje OED 2: wersja z 1992 r. miała identyczną zawartość jak słownik drukowany, a płyta nie posiadała zabezpieczeń przed kopiowaniem. Wersja z 1999 r. miała już pewne dodatki w korpusie, a także ulepszone oprogramowanie, z udoskonalonymi opcjami wyszukiwania, jednak niedoskonałe zabezpieczenie przed kopiowaniem skutkowało pewnymi utrudnieniami w użytkowaniu i spowodowało nawet odmowę dostępu do danych podczas demonstracji płyty dokonywanych przez pracowników wydawnictwa OUP. Trzecia wersja, z 2002 r., zawierała kolejną grupę dodatkowych słów i udoskonalone oprogramowanie, ale zabezpieczenie przed kopiowaniem nadal powoduje problemy, a płyta działa jedynie w środowisku Microsoft Windows.
Jednokliknięciowy dostęp do oksfordzkich słowników jest możliwy także z programu Babylon Translator. Kliknięcie prowadzi do wersji Concise Oxford English Dictionary and Thesaurus zawierającej 240 tys. definicji i 365 tys. synonimów i antonimów.
W marcu 2000 r. udostępniono dla subskrybentów Oxford English Dictionary Online (OED Online). Internetowa baza danych zawiera całą treść OED 2 i jest aktualizowana co kwartał o materiał, który zostanie umieszczony w przyszłej wersji OED 3 (zobacz niżej). Wersja online jest zatem najbardziej aktualną z dostępnych. Cena za roczne, nieograniczone korzystanie z tego słownika, po obniżce w 2004 r., wynosi 195 funtów lub 295 dolarów amerykańskich. Do 31 marca 2021 r. opłata roczna wynosi 90 GBP/90 USD. Większość subskrybentów stanowią duże organizacje, takie jak uniwersytety. Większość z nich nie korzysta z portalu internetowego, ale ściągnęła legalnie całą bazę danych na swoje komputery. Słownik subskrybują także niektóre biblioteki publiczne i firmy (w marcu i kwietniu 2006 subskrypcji dokonała większość bibliotek publicznych w Anglii, Walii i Nowej Zelandii – każda osoba zapisana do takiej biblioteki może korzystać z zasobów słownika, zarówno na terenie placówki, jak i z każdego innego miejsca, po zalogowaniu).
W 2004 r. wprowadzono dla mieszkańców obu Ameryk możliwość miesięcznej subskrypcji dostępu do słownika online za cenę 29,95 dolarów amerykańskich.

## Trzecie wydanie
Planowana trzecia edycja – OED 3 – ma w zamyśle zawierać kompletnie zweryfikowaną treść. Każde słowo ma zostać ocenione pod kątem właściwej definicji, podanych derywacji, wymowy i zastosowań historycznych. Zadanie to wymaga zatrudnienia ponad 300 naukowców, badaczy, czytelników i konsultantów – koszt przedsięwzięcia oszacowano na ok. 55 milionów dolarów. W efekcie długość tekstu ma być podwojona w stosunku do wydania poprzedniego. Ma także zmienić się styl słownika. Pierwotny tekst był oparty głównie na języku literackim, a przykłady zastosowania wyrazów wzięte były z powieści, sztuk i innej literatury. Nowe wydanie ma zawierać odnośniki do wszystkich typów źródeł drukowanych, takich jak książki kucharskie, testamenty, instrukcje użytkowania sprzętów, czasopisma specjalistyczne czy teksty utworów rockowych. Zwiększono tempo włączania do słownika nowych słów, do ok. 4 tys. rocznie.
Według informacji na rok 2005, głównym redaktorem Trzeciej Edycji jest John Simpson. Weryfikację haseł postanowiono rozpocząć od litery M. W momencie udostępnienia pierwszej wersji OED w internecie, w marcu 2000 r., zweryfikowana była już pierwsza grupa haseł, od M do Mahurat. Kolejne porcje zaktualizowanego materiału dołączane są co kwartał. Do września 2006 opracowano na nowo hasła do słowa Pomak. Nową zawartość można znaleźć w internecie oraz w okresowo aktualizowanej wersji na płycie CD-ROM. Możliwe, że OED 3 nigdy nie zostanie opublikowany drukiem, a będzie dostępny jedynie w wersji elektronicznej. Decyzja zostanie podjęta w przyszłości, gdy prace będą na ukończeniu.
Podczas opracowywania OED 3 wykorzystywana jest technika informatyczna, zwłaszcza od momentu uruchomienia systemu Pasadena o żartobliwym rozwinięciu (Perfect All-Singing All-Dancing Editorial and Notation Application – „doskonała aplikacja do redagowania i zapisu, umiejąca zaśpiewać i zatańczyć wszystko”), opartego na języku XML, w czerwcu 2005 r. Od tej chwili uwaga leksykografów może być skierowana bardziej na treść niż na kwestię prezentacji danych, jak np. numerowanie definicji. Nowy system uprościł także korzystanie z bazy cytatów i umożliwił nowojorskiemu zespołowi bezpośrednią pracę nad słownikiem w taki sam sposób, jak zespołowi brytyjskiemu.
Inne ważne zastosowania komputerów w pracy redakcyjnej to możliwość wyszukiwania w Internecie przypadków aktualnego używania słów, czy otrzymywania pocztą elektroniczną przykładów zastosowań słów od ogółu społeczeństwa.
W 2005 r. Oxford University Press zainicjowało akcję społeczną Wordhunt („polowanie na słowa”). Polegała ona na wyszukaniu przykładów zastosowań dla 50 wybranych nowo powstałych słów, wyśledzeniu najwcześniejszych przypadków ich użycia oraz możliwego pochodzenia. Sprawozdanie z wyników przedstawiono w serialu BBC Balderdash and Piffle („Brednie i ględzenie”). Mała grupa zaangażowanych ochotników  dostarcza cytatów dla OED, w liczbie ok. 200 tys. rocznie.

## Pisownia
OED podaje brytyjską pisownię wyrazów hasłowych jako główną (np. labour, centre), a dopiero dalej inne warianty (labor, center). Faworyzowana jest pisownia sufiksów -ize, zamiast -ise, dla wielu słów, które w brytyjskim angielskim powszechniej są zapisywane z -ise, nawet jeśli rdzeń wyrazu pochodzi z łaciny, a nie z greki. Przykłady to realize vs realise i globalization vs globalisation. Uzasadnieniem dla takiej pisowni jest teza oparta na przesłankach językoznawczych, jakoby sufiks ten pochodził głównie od greckiego sufiksu -izo. Powiedziane jest ponadto, iż -ze bywa amerykanizmem, w sensie takim, że przeniknął on do słów, w których pierwotnie nie powinien był się znaleźć, zgodnie z uzasadnieniem językoznawczym podanym powyżej. Tak stało się m.in. w przypadku słowa analyse, które w amerykańskim angielskim pisane jest analyze. Praktykę OUP dotyczącą pisowni ilustruje zdanie The group analysed labour statistics published by the organization (kluczowe wyrazy to analysed, labour i organization). Taka ortografia używana jest przez ONZ, WTO, Międzynarodową Organizację Normalizacyjną i inne, a także w licznych pismach naukowych publikowanych w Wielkiej Brytanii (np. „Nature”, „Biochemical Journal”, „The Times Literary Supplement”).